# Acrylaat
In de organische chemie is een acrylaat of propenoaat een ester of zout van acrylzuur. Acrylaten bevatten een vinylgroep, die gebonden is aan het koolstofatoom uit de carbonylgroep. Acrylaten en methacrylaten doen dienst als monomeren in de plasticindustrie, waarbij ze zeer snel polymeriseren.

## Als ion
Acrylaat kan ook duiden op het anion van acrylzuur: {\displaystyle {\ce {CH2=CHCOO-}}}